# 王猛毅
王猛毅（1992年9月25日—）是一名中国男子射击运动员，主攻手枪项目。王猛毅于2006年在上海开始练习射击。他曾于2009年亚洲空气枪锦标赛中获得少年组男子团体10米空气手枪金牌。2018年5月，王猛毅在美国完成个人的射击世界杯首秀，他在男子空气手枪比赛中获得银牌。同年8月，他首次参加亚运，获得男子10米空气手枪第8名。亚运后，他参加了世界射击锦标赛，并在混合团体10米空气手枪项目上联同王倩获得银牌。